# Противотанковое орудие

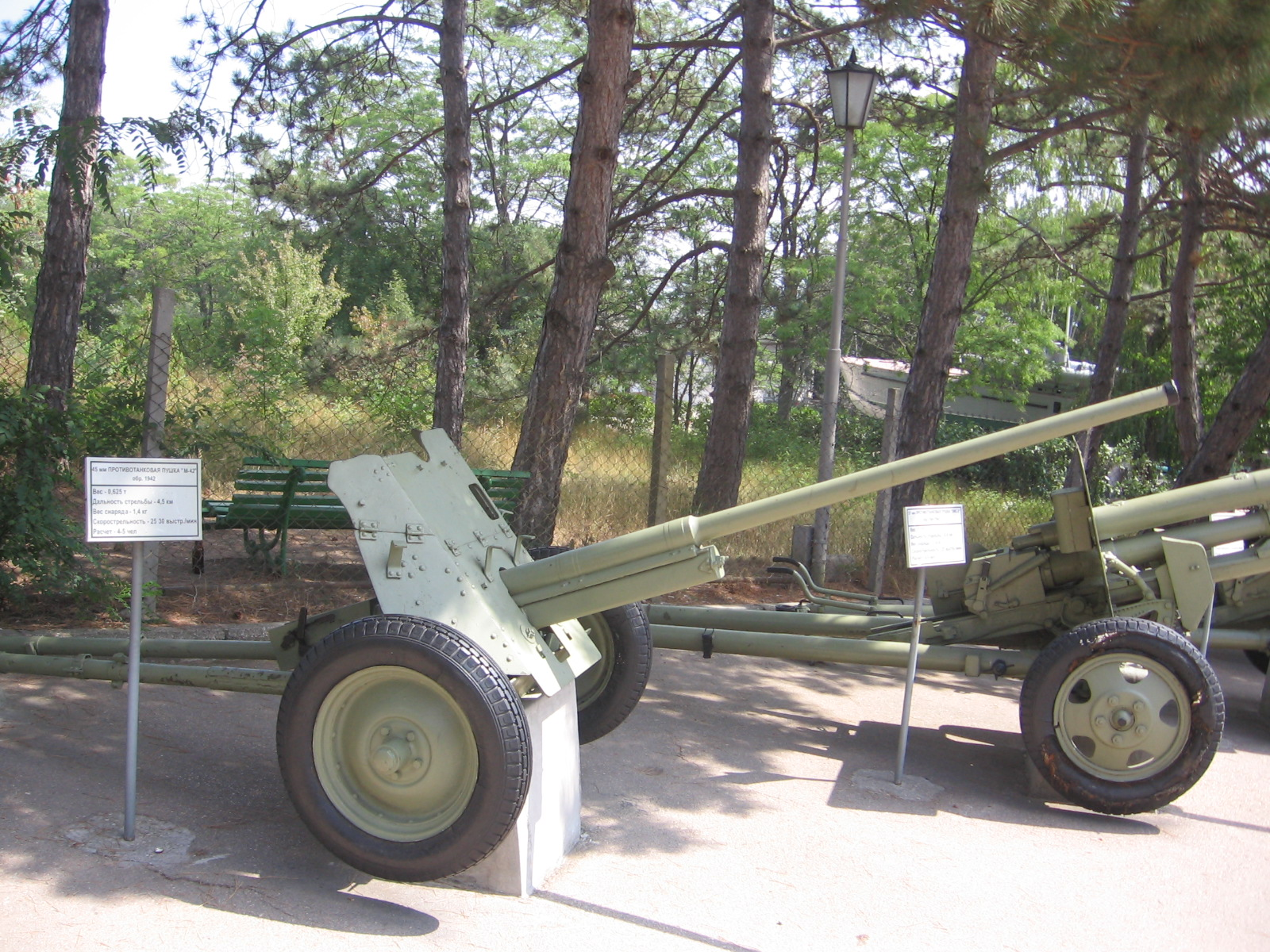
45-мм противотанковая пушка образца 1942 года (М-42). Музей на Сапун-горе

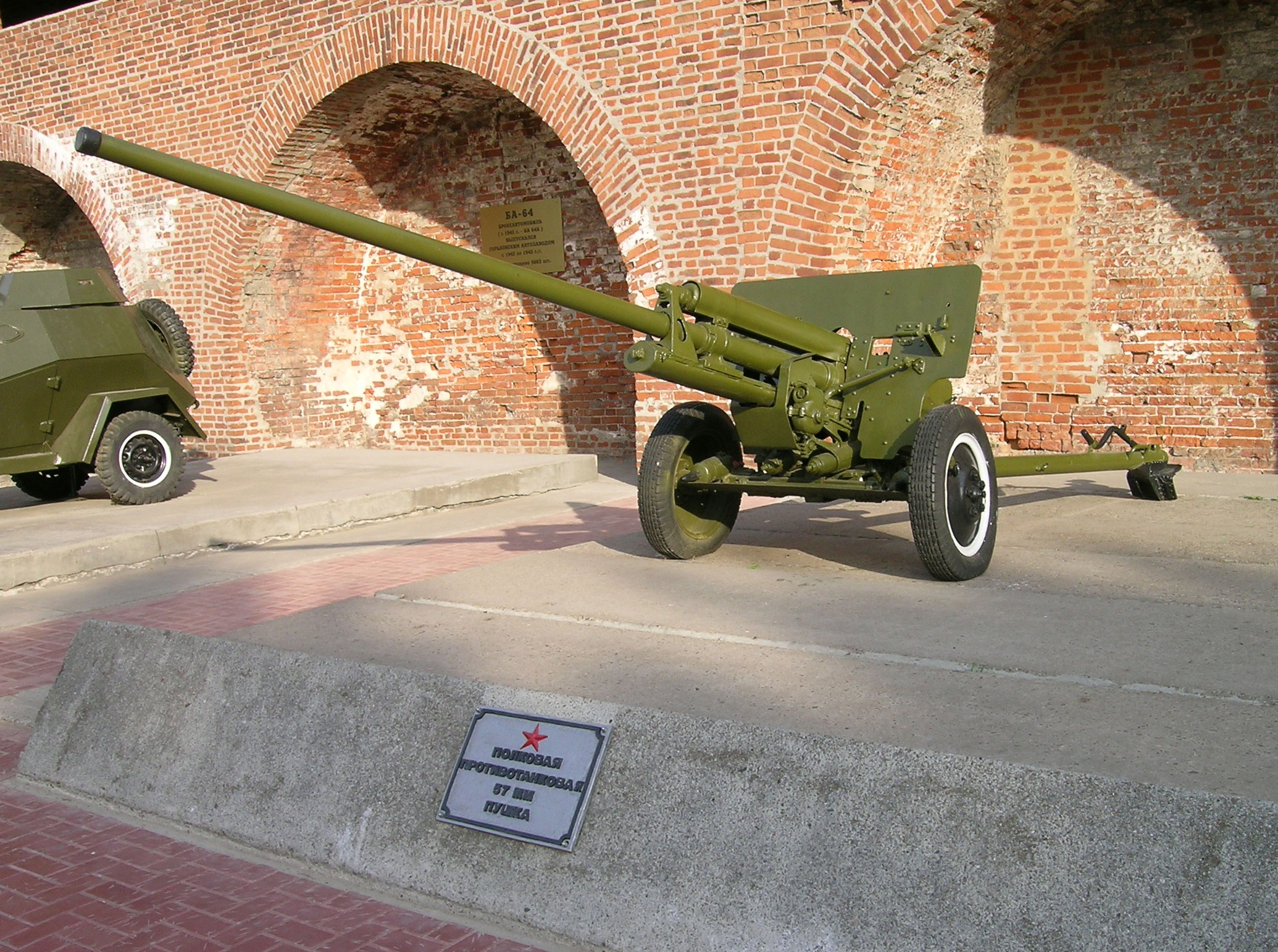
57-мм противотанковая пушка образца 1941 года (ЗИС-2), Нижегородский кремль

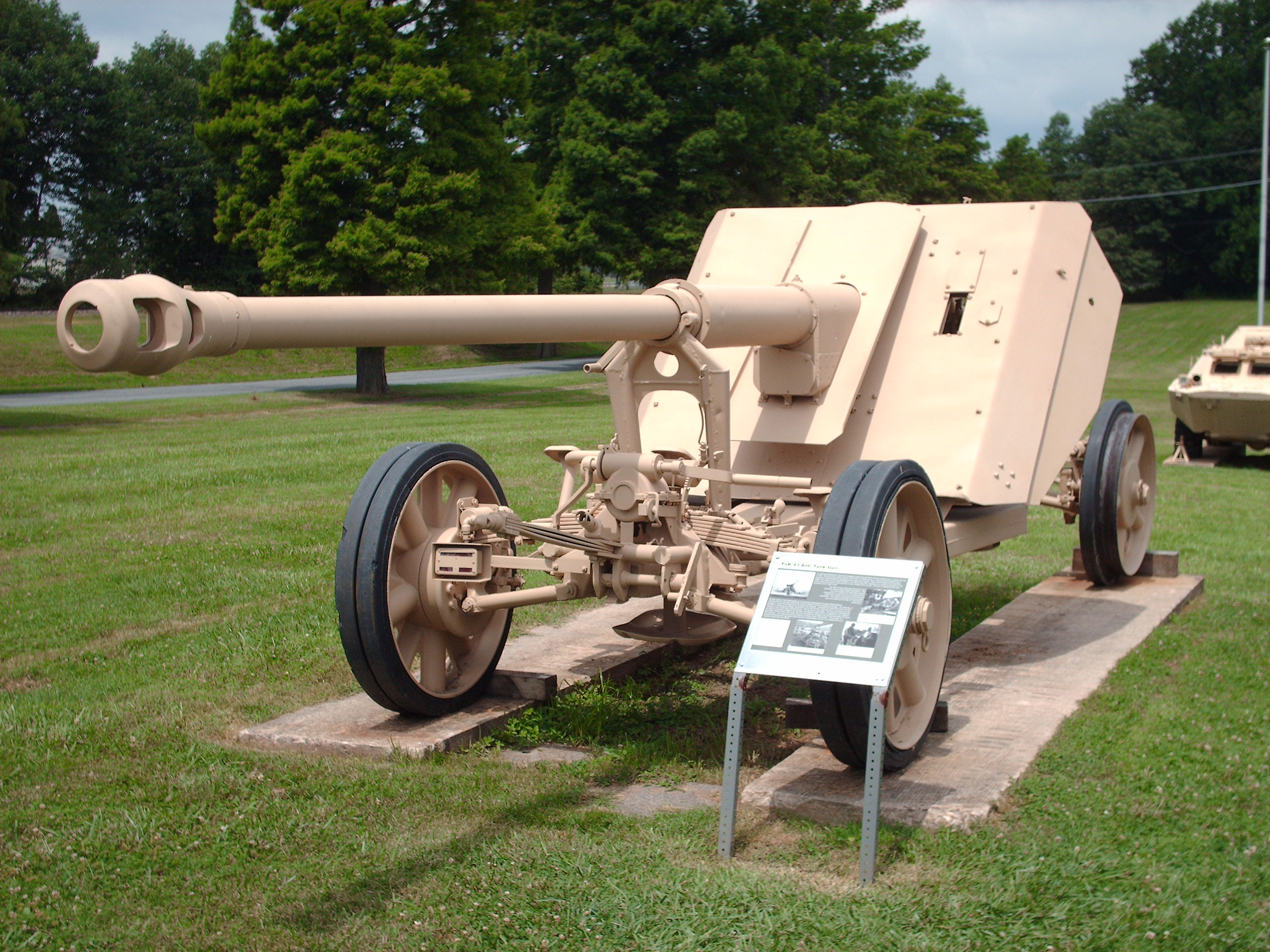
88-мм немецкая противотанковая пушка Pak 43, Абердинский испытательный полигон

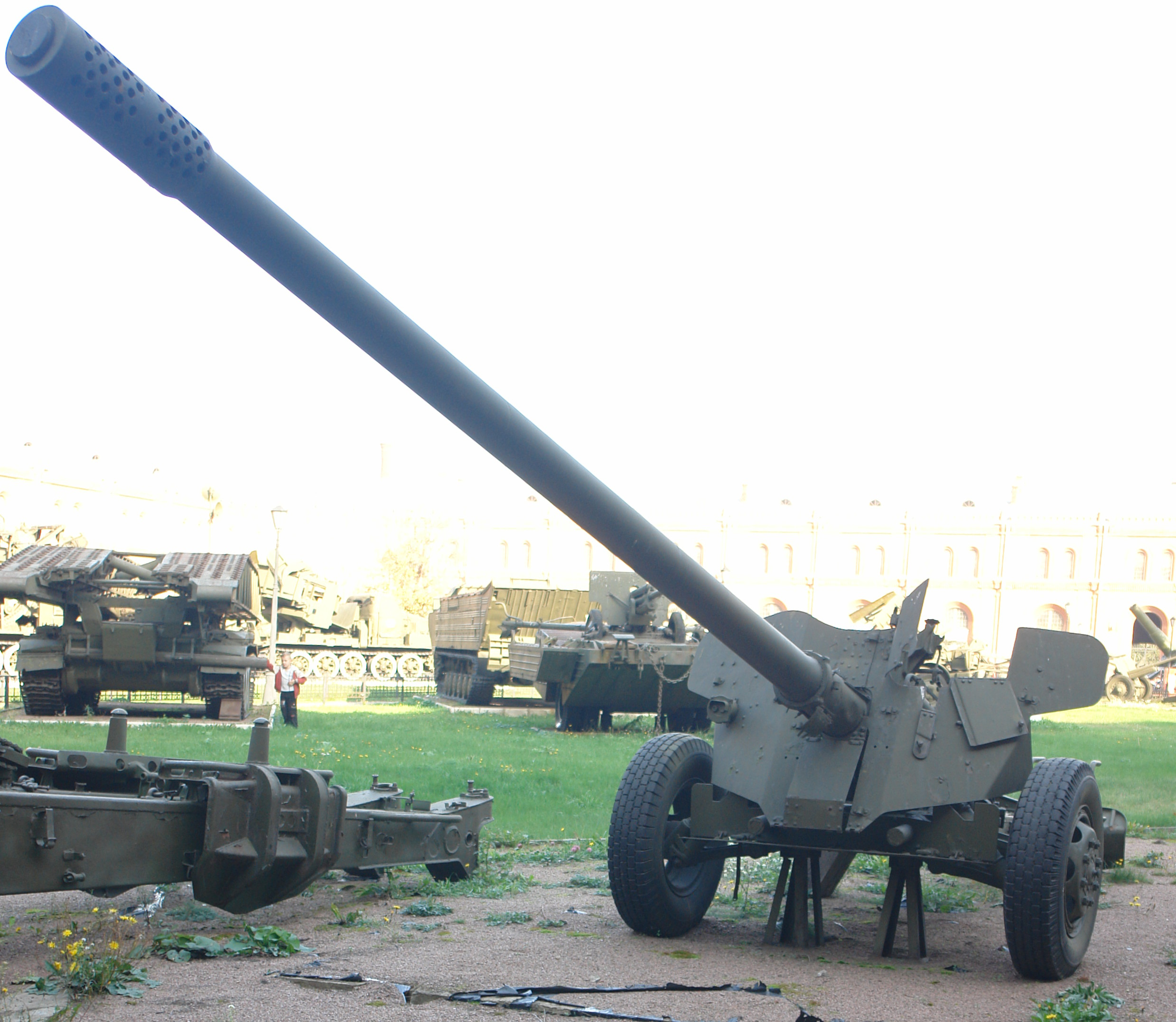
100-мм противотанковая пушка МТ-12, Военно-исторический музей артиллерии, инженерных войск и войск связи

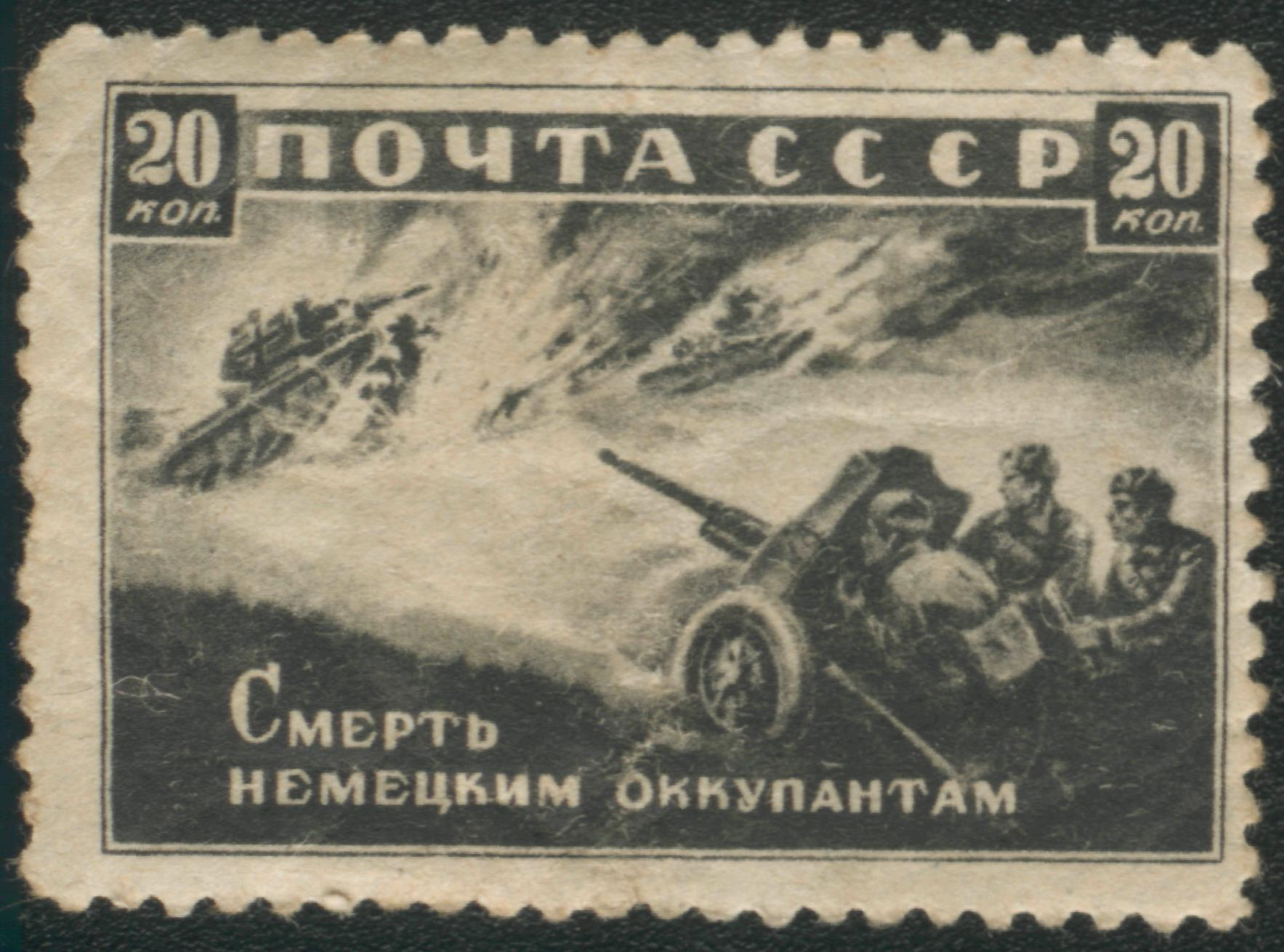
Пушка-сорокопятка против немецких танков, Почтовая марка 1942 год

Противотанковое орудие (аббр. ПТО) — специализированное артиллерийское орудие, предназначенное для борьбы с броневым и танковым вооружением и техникой противника как правило путём стрельбы прямой наводкой.
В подавляющем большинстве случаев оно является длинноствольной пушкой с высокой начальной скоростью снаряда и небольшим углом возвышения. К другим характерным особенностям противотанкового орудия относятся унитарное заряжание и клиновый полуавтоматический затвор, которые способствуют максимальной скорострельности. При конструировании ПТО особое внимание уделяют минимизации его массы и размеров с целью облегчения транспортировки и маскировки на местности. ПТО могут применяться и против небронированных целей, но с меньшей эффективностью, чем гаубицы или универсальные полевые орудия.

## История
Идея специализированной противотанковой пушки возникла сразу же после появления танков в Первой мировой войне в кайзеровской Германии. По ряду причин немцам не удалось построить прототип такой пушки, но в качестве противотанковых они с успехом использовали различные полевые орудия.
В промежутке между двумя мировыми войнами во всех ведущих военно-промышленных державах были разработаны ПТО, соответствующие уровню развития танков того времени. Как правило, это были лёгкие полуавтоматические пушки калибра 25-47 мм на лафетах с подрессоренным колёсным ходом. Очень часто колёса заимствовались от коммерческих образцов автомобильной или мотоциклетной техники. Противотанковые орудия первого поколения были дёшевы в производстве и могли буксироваться без помощи специализированных артиллерийских тягачей. Выпускаемые в больших количествах, эти пушки поступали на вооружение как стрелковых (пехотных) частей, так и специализированных подразделений противотанковой артиллерии. Как правило, стрелковый (пехотный) батальон армий ведущих держав того времени имел по штату несколько лёгких ПТО. Мощь нового вида артиллерии была наглядно продемонстрирована в ходе вооружённых конфликтов второй половины 1930-х годов. Во время гражданской войны в Испании, столкновений СССР и Японии на Дальнем Востоке, советско-финской войны 1939—1940 г. танки с противопульной бронёй были для этих орудий лёгкой добычей.
Как следствие, в предвоенный период появились новые конструкции танков с противоснарядным бронированием, которые были почти неуязвимы для ПТО первого поколения. Наиболее известными примерами довоенных танков с противоснарядной бронёй являются французские боевые машины S-35 и Char B1, английская «Матильда» и советские Т-34 и КВ-1. Две последние  сыграли важнейшую роль как в эволюции конструкции танка, так и в развитии противотанковой артиллерии во время Второй мировой войны. Для борьбы со всё более усиливающейся бронезащитой вражеских танков артиллерийские конструкторы всех воюющих государств увеличили калибр своих орудий и начальную скорость снаряда; бронепробиваемость по сравнению с орудиями первого поколения выросла в 5 — 10 раз. Однако платой за это стала резко возросшая сила отдачи от выстрела, для гашения которой пришлось вводить более мощные противооткатные устройства, дульный тормоз и усиливать конструкцию лафета. В результате у ПТО неизбежно возрастали габариты и масса; это приводило к существенным затруднениям при маскировке и ухудшению мобильности. Если для транспортировки ПТО первого поколения было достаточно лёгких джипов, то для ПТО конца Второй мировой войны требовался специализированный и достаточно мощный артиллерийский тягач или самоходная база.
После Второй мировой войны значение ПТО уменьшилось в связи с появлением большого количества новых противотанковых средств некинетического принципа действия. Однако на вооружении Вооружённых Сил Российской Федерации до сих пор остаются противотанковые пушки калибра 100 мм. Их эффективность против лобовой брони современных основных танков невелика, однако сейчас основным их тактическим применением является стрельба в борт с близких дистанций. В этом качестве они способны поразить любой современный танк. Кроме того, противотанковые пушки весьма эффективны против боевых машин пехоты, бронетранспортёров и самоходных артиллерийских установок, которые по своей суммарной численности даже превосходят основные танки в современных армиях. Как правило, современное ПТО дороже в изготовлении, чем противотанковый ракетный комплекс; но в отличие от противотанковых ракет снаряды ПТО практически не поддаются перехвату. Кроме того, современный бронебойный снаряд также может быть управляемым или «интеллектуальным» боеприпасом. Примером такого управляемого снаряда является «Кастет» разработки Тульского КБ приборостроения. Однако даже «древние» боеприпасы 1940—1980-х годов сохраняют определённое значение — они очень дёшевы в производстве и не могут быть «обмануты» средствами радиоэлектронной борьбы (РЭБ) противника. Поэтому у ПТО в настоящее время остаётся своя ниша применения, а с развитием технологии (дальнейшее повышение скорости снарядов и падение эффективности ракет из-за всё улучшающихся средств РЭБ) возможно их возвращение как основного средства борьбы с броневым и танковым вооружением и техникой противника.

## Противотанковые орудия СССР
37 мм противотанковое орудие 1-К (обр. 1930 г.) — первое противотанковое орудие, принятое на вооружение РККА в начале 1930-х годов. Являлось советской копией немецкого 37 мм противотанкового орудия, производимого фирмой Рейнметалл. В войсках эта пушка рассматривалась скорее как учебная, очень быстро она стала незаметна на фоне поступавших в войска в больших количествах 45-мм пушек.
37-мм авиадесантное противотанковое орудие ЧК-М1 (об. 1944 г.) — лёгкая противотанковая пушка, созданная для усиления воздушно-десантных частей, с возможностью авиадесантирования. В 1944—1945 годах пушка производилась небольшой серией и состояла на вооружении Красной, а позже и Советской армии.
45 мм противотанковое орудие 19-К (обр. 1932 г.) — полуавтоматическая противотанковая пушка, принятая на вооружение в 1932 году в качестве отечественной замены 1-К.
45 мм противотанковое орудие 53-К (обр. 1937 г.) — широко применялось на начальном этапе ВОВ. Позже, в связи с ростом защищённости немецких танков в 1942 году его сменила М-42. В 1943 году снято с производства.
45 мм противотанковое орудие М-42 (обр. 1942 г.) — пушка создавалась как замена 53-К с более длинным стволом, обеспечивающим большую начальную скорость снаряда, а вместе с этим бронепробиваемость. Была снята с производства уже после окончания войны в 1946 году.
57 мм противотанковое орудиe ЗИС-2 (обр. 1941 г.) — на момент создания (1940 г.) являлось самым мощным противотанковым орудием. В связи с излишней мощностью, в отсутствии тяжелобронированных целей (до 1943 г.), была снята с производства. Однако, с появлением в 1943 году новых тяжелобронированных немецких танков «Тигр», производство орудия было возобновлено.
57-мм противотанковое орудие Ч-26 — противотанковое орудие, разрабатывавшееся после войны для оснащения советской полковой артиллерии.
57-мм самодвижущаяся пушка СД-57 — один из первых образцов советских самодвижущихся орудий, представляла собой модификацию пушки Ч-26.
76-мм орудие УСВ (обр. 1939 г.) — дивизионное орудие, использовавшаяся красной армией и как противотанковое против немецких танков в начале ВОВ.
76 мм орудие ЗИС-3 (обр. 1942 г.) — дивизионная пушка, применявшая РККА в том числе для поражения вражеских танков. На момент принятия на вооружение (1942 г.) обеспечивала уверенное поражение любого танка и САУ противника. Долгое время находилась на вооружении советской армии и других стран.
82 мм безоткатное орудие Б-10 — гладкоствольная пушка, принятая на вооружение в 1954 году для оснащение батальонной артиллерии советской армии. Представляет собой безоткатное орудие, в котором использовался принцип динамо-реактивного орудия. Серийное производство было организованно на Тульском машиностроительном заводе, на котором выпускалось до 1964 года. Оснащалось треногой-лафетом, который имел съёмный колёсный ход, с помощью которого орудие перемещалось силами расчёта на короткие расстояния. Применялось в многочисленных локальных конфликтах, в 1956 году в ходе венгерских событий, войны во Вьетнаме и др.
85-мм противотанковое орудие Д-48 — противотанковое нарезное орудие, разработанное после Второй мировой войны в ОКБ завода № 9 под руководством главного конструктора Ф. Ф. Петрова на базе пушки Д-44 и принятое на вооружение в 1953 году. Предназначалась для оснащения дивизионной артиллерии.
100 мм орудие БС-3 (обр. 1944 г.) — полевое орудие, успешно применявшееся в годы войны против немецких танков и самоходных установок, благодаря созданным для данного орудия бронебойным снарядам.
100-мм противотанковое орудие Т-12 — первая в мире особо мощная гладкоствольная противотанковая пушка, принята на вооружение советской армии в 1961 году. В настоящее время большинство таких орудий стоит на вооружении армий республик бывшего Советского Союза. В некоторых государствах — бывших членах Варшавского договора, также осталось значительное количество 100-мм противотанковых пушек Т-12.
100-мм противотанковое орудие МТ-12/Т-12А «Рапира» — советское буксируемое гладкоствольное противотанковое орудие, созданное в конце 1960-х годов. Представляет собой модернизацию 100-мм противотанковой пушки Т-12 (индекс ГРАУ — 2А19), заключавшуюся в размещении орудия на новом лафете. Способно вести огонь противотанковыми управляемыми ракетами 9К116 «Кастет».
107-мм дивизионное орудие М-60 (обр. 1940 года) — нарезная пушка, созданная перед началом ВОВ для усиления дивизионной артиллерии. Предназначалось для поражения тяжелобронированной техники противника. Во время войны было снято с производства.
107-мм безоткатное орудие Б-11 — гладкоствольное безоткатное орудие, предназначенное для уничтожения бронетехники (кумулятивным) и пехоты (осколочным) снарядами. Состояло на вооружении мотострелковых и воздушно-десантных войск Советской Армии, а также в ряде других стран.
122-мм орудие А-19 (обр. 1931 г.) и 122-мм пушка образца 1931/37 годов (А-19) — корпусная и дивизионные пушки повышенной мощности, для которых были разработаны бронебойные снаряды, позволив использовать их для уничтожения тяжелобронированной техники.